# Luxemburgse parlementsverkiezingen 2018
De Luxemburgse parlementsverkiezingen van 2018 werden op 14 oktober 2018 gehouden. De kiezers moesten een nieuwe 60 leden tellende Kamer van Afgevaardigden kiezen.

## Verloop
Over het algemeen leken de ontwikkelingen sterk op de tendensen in het naburige Duitsland: afname van de grote volkspartijen (CSV en LSAP) en tegelijkertijd toename van zowel de groene (Déi Gréng) als de rechts-conservatieve / rechts-populistische partijen (ADR). De liberale DP bleef redelijk stabiel, ondanks het verlies van een zetel. Déi Lénk (Links) slaagde erin een minimale winst te boeken, maar bleef gelijk qua zetelaantal. Opvallend was de winst van de Piratenpartij, die als nieuwkomer met twee zetels in de Kamer van Afgevaardigden kwam. 
Op 16 oktober 2018 werd de zittende premier Xavier Bettel (DP) belast met de formatie van een nieuwe regering. Met de LSAP en Déi Gréng, de partijen waarmee hij vanaf 2013 geregeerd had in zijn eerste kabinet, werd overeen gekomen de coalitie voort te zetten. De CSV, die net als bij de vorige verkiezingen (2013) de grootste partij was geworden, werd hiermee voor de tweede keer op rij buitenspel gezet. De regering-Bettel-Schneider II trad aan op 5 december 2018.

## Deelnemende partijen
| Voornaamste partijen die deelnamen aan de verkiezingen | Voornaamste partijen die deelnamen aan de verkiezingen | Voornaamste partijen die deelnamen aan de verkiezingen |
| Partijnaam                                             | Afkorting                                              | Ideologische richting                                  |
| ------------------------------------------------------ | ------------------------------------------------------ | ------------------------------------------------------ |
| Christelijk-Sociale Volkspartij                        | CSV                                                    | christendemocratie, conservatisme                      |
| Luxemburgse Socialistische Arbeiderspartij             | LSAP                                                   | sociaaldemocratie, Progressivisme                      |
| Democratische Partij                                   | DP                                                     | Liberalisme, economisch liberalisme                    |
| De Groenen                                             | DG                                                     | groene politiek                                        |
| Alternatieve Democratische Hervormingspartij           | ADR                                                    | conservatisme, Euroscepsis                             |
| Links                                                  | DL                                                     | democratisch socialisme                                |

## Uitslag
| Partij | Partij                                                                                   | %     | zetels | verandering |
|        | Christelijk-Sociale Volkspartij (Chrëschtlech Soziale Vollekspartei)                     | 28,3% | 21     | -2          |
|        | Luxemburgse Socialistische Arbeiderspartij (Lëtzebuerger Sozialistesch Aarbechterpartei) | 17,6% | 10     | -3          |
|        | Democratische Partij (Demokratesch Partei)                                               | 16,9% | 12     | -1          |
|        | De Groenen (Déi Gréng)                                                                   | 15,1% | 9      | +3          |
|        | Alternatieve Democratische Hervormingspartij (Alternativ Demokratesch Reformpartei)      | 8,2   | 4      | +1          |
|        | Links (Déi Lénk)                                                                         | 5,4%  | 2      | -           |
|        | Communistische Partij van Luxemburg (Kommunistesch Partei Lëtzebuerg)                    | 1,2%  | 0      | -           |
|        | Piratenpartij van Luxemburg (Piratenpartij)                                              | 6,4%  | 2      | +2          |
|        | Demokratie (Demokratie)                                                                  | 0,29% | 0      | -           |
|        | Déi Konservativ (Déi Konservativ)                                                        | 0,27% | 0      | -           |
| Totaal | Totaal                                                                                   | 100%  | 60     |             |